# Notation additive
 (décembre 2022).
Si vous disposez d'ouvrages ou d'articles de référence ou si vous connaissez des sites web de qualité traitant du thème abordé ici, merci de compléter l'article en donnant les références utiles à sa vérifiabilité et en les liant à la section « Notes et références ».
Pour la notation additive en numération, voir Notation additive (numération).
En mathématiques, la notation additive désigne le fait de noter {\displaystyle +} une opération de groupe ou plus généralement une loi de composition d'une structure algébrique. C'est la notation usuelle pour un groupe abélien et en particulier pour un espace vectoriel. Mais certains groupes commutatifs (tels que le groupe des inversibles d'un corps commutatif) sont notés multiplicativement, tandis que certaines lois non commutatives (telle la concaténation) est parfois notée à l'aide du signe +.

## Élément neutre
Il est noté {\displaystyle \ 0}.

## Multiples
On parle de multiples pour un groupe dans le cas d'une succession finie d'éléments identiques liés par l'opération associée notée {\displaystyle \ +} ; on la nomme parfois « addition » ou « somme ».